# Diego Negri
Diego Negri (Sestri Levante, 16 de abril de 1971) es un deportista italiano que compite en vela en la clase Star.
Ganó cinco medallas en el Campeonato Mundial de Star entre los años 2008 y 2021, y cinco medallas en el Campeonato Europeo de Star entre los años 2011 y 2020.
Participó en tres Juegos Olímpicos de Verano, entre los años 2000 y 2008, ocupando el octavo lugar en Sídney 2000, en la clase Laser.

## Palmarés internacional
| \| Campeonato Mundial \| Campeonato Mundial \| Campeonato Mundial \| Campeonato Mundial \| \| Año \| Lugar \| Medalla \| Clase \| \| ------------------ \| ----------------------- \| ------------------ \| ------------------ \| \| 2008 \| Miami (Estados Unidos) \| Medalla de plata \| Star \| \| 2014 \| Malcesine (Italia) \| Medalla de plata \| Star \| \| 2015 \| San Isidro (Argentina) \| Medalla de bronce \| Star \| \| 2016 \| Miami (Estados Unidos) \| Medalla de plata \| Star \| \| 2021 \| Kiel (Alemania) \| Medalla de oro \| Star \| \| Campeonato Europeo \| \| \| \| \| Año \| Lugar \| Medalla \| Clase \| \| 2011 \| Dún Laoghaire (Irlanda) \| Medalla de oro \| Star \| \| 2013 \| Båstad (Suecia) \| Medalla de oro \| Star \| \| 2017 \| San Remo (Italia) \| Medalla de plata \| Star \| \| 2019 \| Riva del Garda (Italia) \| Medalla de bronce \| Star \| \| 2020 \| Riva del Garda (Italia) \| Medalla de plata \| Star \| |                         |                   |       |
| Campeonato Mundial |                         |                   |       |
| Año | Lugar                   | Medalla           | Clase |
| 2008 | Miami (Estados Unidos)  | Medalla de plata  | Star  |
| 2014 | Malcesine (Italia)      | Medalla de plata  | Star  |
| 2015 | San Isidro (Argentina)  | Medalla de bronce | Star  |
| 2016 | Miami (Estados Unidos)  | Medalla de plata  | Star  |
| 2021 | Kiel (Alemania)         | Medalla de oro    | Star  |
| Campeonato Europeo |                         |                   |       |
| Año | Lugar                   | Medalla           | Clase |
| 2011 | Dún Laoghaire (Irlanda) | Medalla de oro    | Star  |
| 2013 | Båstad (Suecia)         | Medalla de oro    | Star  |
| 2017 | San Remo (Italia)       | Medalla de plata  | Star  |
| 2019 | Riva del Garda (Italia) | Medalla de bronce | Star  |
| 2020 | Riva del Garda (Italia) | Medalla de plata  | Star  |